# Turîcea, Iavoriv
Turîcea (în ucraineană Турича) este un sat în comuna Lozîno din raionul Iavoriv, regiunea Liov, Ucraina.

## Demografie
Componența lingvistică a localității Turîcea
     Ucraineană (100%)
Conform recensământului din 2001, toată populația localității Turîcea era vorbitoare de ucraineană (100%).